# Josep Maria Jaumà i Musté
Josep Maria Jaumà i Musté (Reus, 1938) és un professor, doctor en filologia anglesa i traductor. Ha estat professor d'institut i ha impartit classes de literatura a la Universitat Autònoma de Barcelona. Ha publicat obres de caràcter pedagògic i una obra, Els meus instituts, per la qual el 1980 li fou concedit el premi d'educació Josep Pallach. Va traduir al castellà la novel·la La caída del Museo Británico, de David Lodge, i Romeo y Julieta, de Shakespeare, si bé el gruix de la seva obra de traducció és de l'anglès al català, especialment de poetes en llengua anglesa moderns, com Philip Larkin (la poesia del qual fou el tema de la seva tesi doctoral), Robert Graves, Gwendolyn Brooks, Roy Fuller, Malcolm Lowry, Sir John Betjeman, Isaac Rosenberg, Thomas Hardy, Robert Frost, W. B. Yeats i T. S. Eliot. L'any 2016 va rebre el Premi de la Crítica Serra d'Or de Traducció Poètica per la seva antologia de l'obra de Yeats, titulada Irlanda indòmita.

## Obra traduïda (selecció)
- Philip Larkin. Aquí. Trenta poemes. Barcelona: Edicions del Mall, 1986.
- Robert Graves. D'amor. Trenta poemes. Barcelona: Edicions 62, 1991.
- Vladimir Nabokov. Foc pàl·lid. Barcelona: Edicions 62, 1992. [Amb Assumpta Camps]
- Thomas Hardy. Arbre talat. Trenta poemes. Barcelona: Edicions 62, 1995.
- Robert Frost. Gebre i sol. Barcelona: Quaderns Crema, 2003.
- Robert Graves. El país que he escollit. Antologia poètica. Pollença: Edicions del Salobre, 2009.
- William Butler Yeats. Irlanda indòmita. 150 poemes de W.B. Yeats. Barcelona: Edicions de 1984, 2015.
- T. S. Eliot. Poesia completa. Barcelona: Edicions de 1984, 2021.[2]